# Colymbetes striatus
Colymbetes striatus is een keversoort uit de familie van de waterroofkevers (Dytiscidae). De wetenschappelijke naam is gepubliceerd in 1758 door Linnaeus in de tiende editie van Systema naturae.